# Dealul Petrolea - Cuptoare
Dealul Petrolea - Cuptoare' (monument al naturii) este o arie protejată de interes național ce corespunde categoriei a III-a IUCN (rezervație naturală de tip mixt), situată în județul Caraș-Severin, pe teritoriul administrativ al comunei Cornea.

## Descriere
Rezervația naturală aflată în Dealurile Banatului, în partea sud-estică a satului Cuptoare, se întinde pe o suprafață de 5 ha, și reprezintă o zonă de deal, cu stâncării, grohotișuri și versanți alcătuiți din roci sedimentare de nisipuri, pietrișuri și marne, cu diferite forme de eroziune, printre care și acele forme antropomorfe, denumite „piramide coafate”.

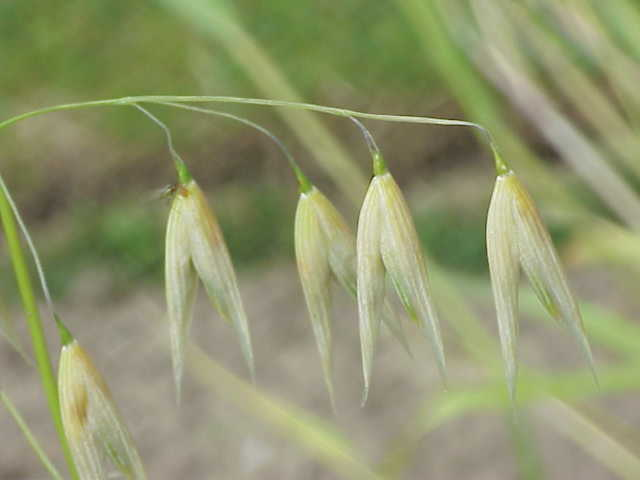
Odos (Avena fatua)

## Floră și faună
Flora rezervației este alcătuită din vegetație cu specii de pin negru (Pinus nigra), salcâm (Robinio pseudoacacia), mojdrean (Fraxinus ornus), cărpiniță (Carpinus orientalis), porumbar (Prunus spinosa) sau odos (Avena fatua), precum și specii ierboase specifice stâncăriilor.
Fauna este reprezentată de specii de vertebrate: păsări, reptile, rozătoare; și nevertebrate: gasteropode, fluturi, ortoptere, diptere, etc.

## Căi de acces
- Drumul național (DN6) - Orșova - Bârza - Mehadia - Crușovăț - drumul județean (DJ60B) - Cuptoare